# Philodromus wunderlichi
Philodromus wunderlichi es una especie de araña cangrejo del género Philodromus, familia Philodromidae. Fue descrita científicamente por Muster & Thaler en 2007..

## Distribución
Esta especie se encuentra en Canarias.